# جاكي ويلسون (ملاكم)
جاكي ويلسون (بالإنجليزية: Jackie Wilson)‏ (1909 بوستمنستر في الولايات المتحدة - 2 ديسمبر 1966) هو ملاكم أمريكي.

## إحصائيات
خاض خلال مسيرته 155 نزالا، فاز في 101 وتعادل في 8 وخسر في 45. فاز بالضربة القاضية في 20 نزالا.

## روابط خارجية
- جاكي ويلسون على موقع بوكس ريك (الإنجليزية) (registration required)